# Йоганн фон Менгден
Йоганн фон Менгден (нім. Johann von Mengden; бл. 1400 — 15 серпня 1469) — 37-й магістр Лівонського ордену в 1450—1469 роках.

## Біографія
Походив із вестфальського шляхетського роду Менгденів, васалів графства Берг. Син Йоганна фон Менгдена та Грети. Народився близько 1400 року в замку Остгоф поблизу Дортмунда. 1421 року вирушив до Лівонії. Брав участь у Голубській війні Тевтонського ордену з Литвою і Польщею.
Ймовірно був учасником Нішавської польсько-тевтонської війни 1431—1435 років. 1439 року призначається фогтом замку Каркус. 1442 року стає комтуром Ревеля. 1450 року обирається новим магістром Лівонського ордену.
1451 року на Вольмарському ландтазі було домовлено, що члени ризького капітулу мають носити орденський одяг й відповідно належати до Ордену. Невдовзі вступив у суперництво з ризьким архієпископом Сильвестром Стодешевером за владу над Ригою. Протистояння завершилося підписанням Кірхгольмського договору, за яким над Ригою встановлювався кондомінімум Лівонського ордену та Ризького архієпископства. 1453 року папа римський Миколай V затвердив цей договір. Після цього магістр фон Менгден вирішив також посилити владу ордену Ревельське, Езельське і Дерптське єпископства, проте наштовхнувся на спротив місцевих капітулів.
Невдовзі невдоволення Кірхгольмським договором висловив ризький магістрат, що звернувся до магістра. Своєю чергою фон Менгден прибув до Риги, де зажадав від архієпископа Стодешера відмовитися від прав сюзерена на Ригу. Натомість Стодешер запропонував магістрату скасувати Кірхольмський договір та передати Ризі 1/3 своїх володінь в Курляндському, Езельському і Семигальському єпископствах в обмін на визнання себе одноосібним сюзереном Риги. У 1454 році Кірхольмський договір було скасовано, а між лицарями Ордену та рижанами почалися сутички за орденський замок в Ризі. Але вже наприкінці того ж року на ландтазі в Вольмарі архієпископ Стодешер і магістр фон Менгден відновили Кірхгольмський договір. Невдовзі магістр визнав усі землі Риги, окрім території навколо орденського замку, яку частково було збільшено.
Йоганн фон Менгден підтримав мирні ініціативи архієпископа з огляду на те, що вимушений був основні війська спрямувати на допомогу великому магістру Тевтонського ордену Людвігу фон Ерліхсгаузену проти якого повстав Прусський союз. Останній спирався на допомогу короля польського і великого князя литовського Казимира IV. Війська Лівонського ордену брали участь у придушенні прусського повстання, а потім у Тринадцятирічній війні з Польщею та Литвою. Саме завдяки відпримців лівонців було 1457 року відвойовано Кенінгсберг і Мемель, які перед тим захопили литовці. Також магістр фон Менгден спробував залучити на бік Тевтонського ордену королівство Данію, з яким 1455 року було підписано оборонний союз.
1457 року в Вольмарі було підписано 10-річне перемир'я між Ригою, Ризьким архієпископством і Лівонським орденом. Проте того ж року Павло, новий єпископ курляндський, відмовився вступати до Ордену, підтримавши Сильвестра Стодешера. 1459 року Людвіг фон Ерліхсгаузен на дяку за допомогу видав магістру фон Менгдену грамоту, за якою капітул Лівонського ордену сам обирав нового магістра, якого був зобов'язаний затвердити великий магістр Тевтонського ордену. Цією ж грамотою області в північній Естляндії — Хар'янн-Вірланд (Гаррія і Вірляндія) — передавалися під владу лівонського магістра. Втім останнє рішення було у 1459 році скасовано.
У 1458 році почалися прикордонні конфлікти, викликані діями князя Олександра Чорторийського, намісника великого князя московського в Псковській республіці, який сплюндрував поселення естів. У відповідь лівонці 1459 року пограбували прикордонні землі Псковщини. Обопільні рейди відбувалися до 1460 року, що дозволило втрутитися в Лівонські справи Москві. За посередництва великого князя Московського Василя II у Пскові було укладено перемир'я на 5 років. Проте невдовзі його було порушено, внаслідок чого почалися нові напади на територію Ордену і псковської республіки. Зрештою 1463 року було укладено 9-річне перемир'я. Спроба представників Москви додати сюди пункт про сплату так званої юр'ївської данини виявилося невдалою (ця умова була прописана доволі розпливчато, що кожна зі сторін трактувало на свій лад). 1469 року магістр Йоганн фон Менгден помер. Його наступником став Йоганн Вальдгаун фон Герсе.